# Steve Hackett
Stephen Richard "Steve" Hackett (născut 12 februarie 1950) este un compozitor și chitarist englez. Hackett a devenit faimos datorită faptului că a fost membru al formației Genesis în care a fost membru din 1970. Acesta a plecat din formație în 1977 pentru a începe o carieră solo.